# Karl von Dombrowski

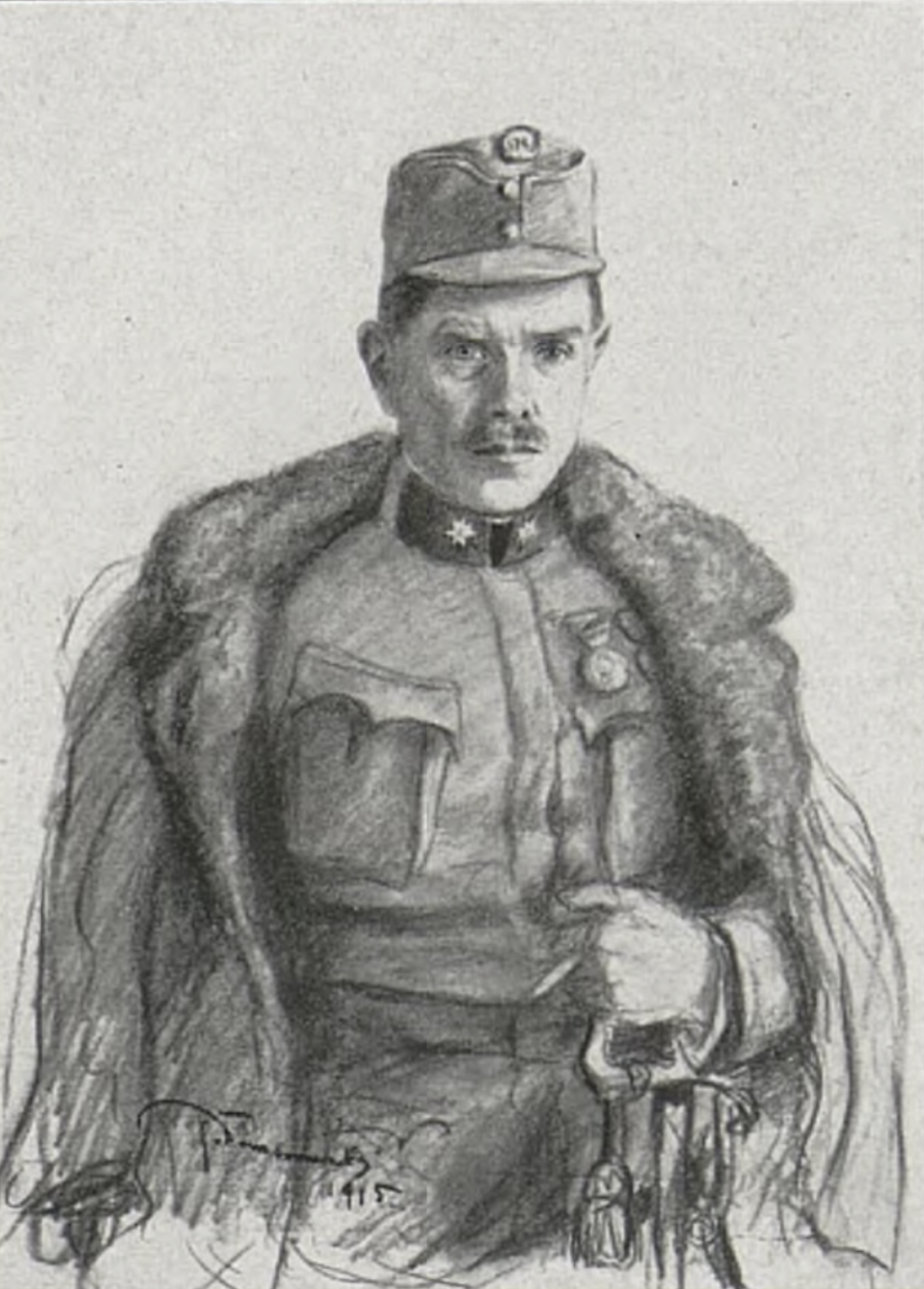
Carl von Dombrowski (1915)

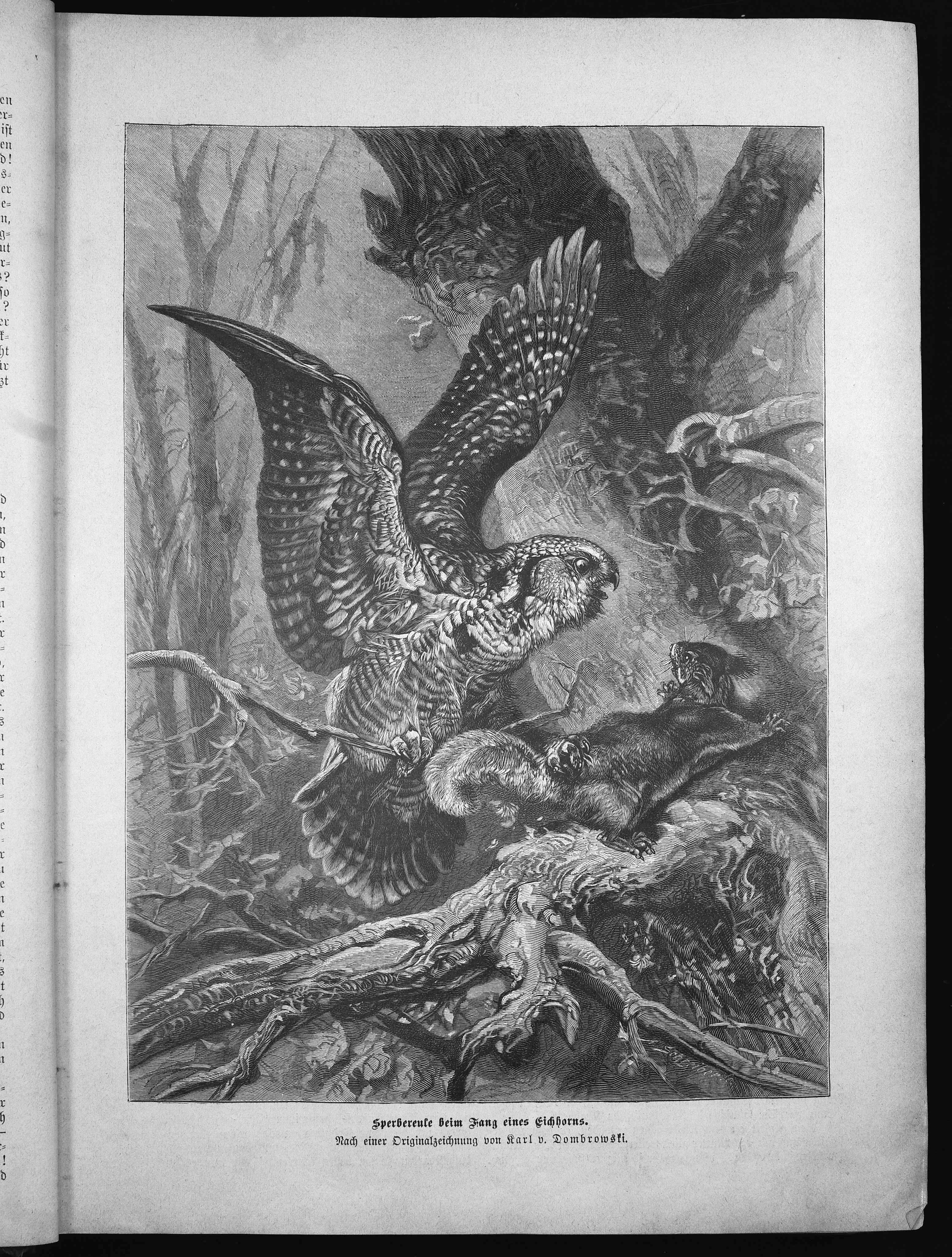
Sperbereule beim Fang eines Eichhorns

Karl Ritter von Dombrowski, auch Carl von Dombrowski, (* 16. Januar 1872 auf Schloss Ullitz (Úlice) in Böhmen; † 1951 Obermenzing) war ein deutscher Tier- und Jagdmaler.
Karl von Dombrowski war Sohn des Gutsbesitzers Raoul von Dombrowski zu Paprosz und Kruszwice (1833–1896), der auch Erzählungen aus dem Jägermilieu verfasste.
Dombrowski studierte an den Kunstakademien in Wien und München und war seit 1919 in München ansässig. Seine Werke erschienen u. a. als Holzschnittreproduktionen in der Gartenlaube. Er war von 1938 bis 1943, außer 1942, auf allen Großen Deutschen Kunstausstellungen in München mit sieben Bildern vertreten. Dabei erwarb 1938 Hermann Esser das Ölgemälde Eichwild in Ostpreußen für 3500 RM. Er war Mitglied der SA.
Karl Ritter von Dombrowski war in deren zweiter Ehe mit Käthe Olshausen-Schönberger verheiratet. Er war Bruder von Ernst Ritter von Dombrowski (1862–1917) und von Robert Ritter von Dombrowski (1869–1932).

## Werke
- Münchener Bilderbogen 47, 1894, Nr. 1110 „Wanderungen der Thiere“ (Illustriert von Carl von Dombrowski, 1892)
- Vom Hohen Weidwerk. Anleitung zur weidgerechten Ausübung der Pirsch auf hohes Wild. Auf Grund eigener Erfahrungen dargestellt. Mit 23 Textabbildungen und 13 Tafeln. Berlin: P. Parey, 1925
- Quartett „Tiere“. J. W. Spear und Söhne, Nürnberg 1934